# Mame Bineta Sane
Mame Bineta Sane, aussi connue sous le nom Mama Sané est une actrice sénégalaise née en 2000.
Elle est connue pour son rôle d'Ada dans le film dramatique⁣⁣⁣, ⁣⁣romantique⁣ et surnaturel, Atlantique.

## Biographie
Mame Bineta Sane est née en 2000 et grandit en banlieue à Thiaroye (Dakar). Déscolarisée très tôt, elle commence à travailler comme apprenti tailleur à Thiaroye,.
Elle n'a joué dans aucun film auparavant lorsqu'elle est sélectionnée pour le rôle principal dans le film Atlantique en 2019, le premier long métrage de la réalisatrice sénégalaise Mati Diop. Sane joue le rôle principal de ce film, Ada. Cette histoire est hantée par lepersonnage de son amant, Souleiman, qui a disparu dans un naufrage en mer avec d'autres jeunes hommes.
Le film est diffusé en première dans la capitale, Dakar, avant sa sortie au Sénégal. Il reçoit des critiques plutôt positives et est projeté dans plusieurs festivals de cinéma.

## Distinctions

### Récompenses
- 2020 : Prix Suzanne-Bianchetti pour « une jeune comédienne débutant une carrière cinématographique prometteuse » au Prix SACD [5].

### Nominations
- 2020 : nomination aux César de la meilleure jeune actrice en 2020 (catégorie Révélation)[6] ;
- 2020 : nommée dans la catégorie révélation féminine au prix Lumières[7]⁣ ;
- 2020 : meilleure jeune actrice pour son rôle Ada au Black Reel Award[8].

## Filmographie
| An   | Film       | Rôle | Genre | Réf.  |
| ---- | ---------- | ---- | ----- | ----- |
| 2019 | Atlantique | Ada  | Film  | [ 9 ] |